# Illice pygmaea
Illice pygmaea là một loài bướm đêm thuộc phân họ Arctiinae, họ Erebidae.